# فريدرش لودفيغ (أمير فورتمبيرغ الوراثي)
كراون برنس فريدريك لودفيغ (بالألمانية: Friedrich Ludwig von Württemberg)‏ هو أرستقراطي ألماني، ولد في 14 ديسمبر 1698 في شتوتغارت في ألمانيا، وتوفي في 23 نوفمبر 1731 في لودفيغسبورغ في ألمانيا.